# Clisme

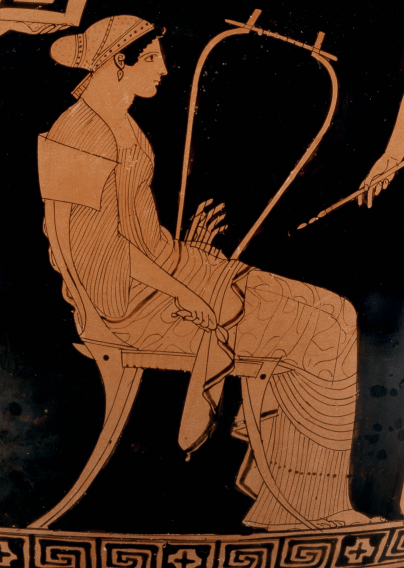
Dona atenesa tocant un bàrbiton asseguda en un clisme

Un clisme (en grec antic: κλισμός, klismós; derivat del verb κλίνω 'inclinar, ajeure') és un tipus de cadira familiar emprat a l'antiga Grècia, que apareix en representacions de mobles antics pintats en vasos de ceràmica grega i en baixos relleus de mitjan segle v aC ençà.

## Antiga Grècia

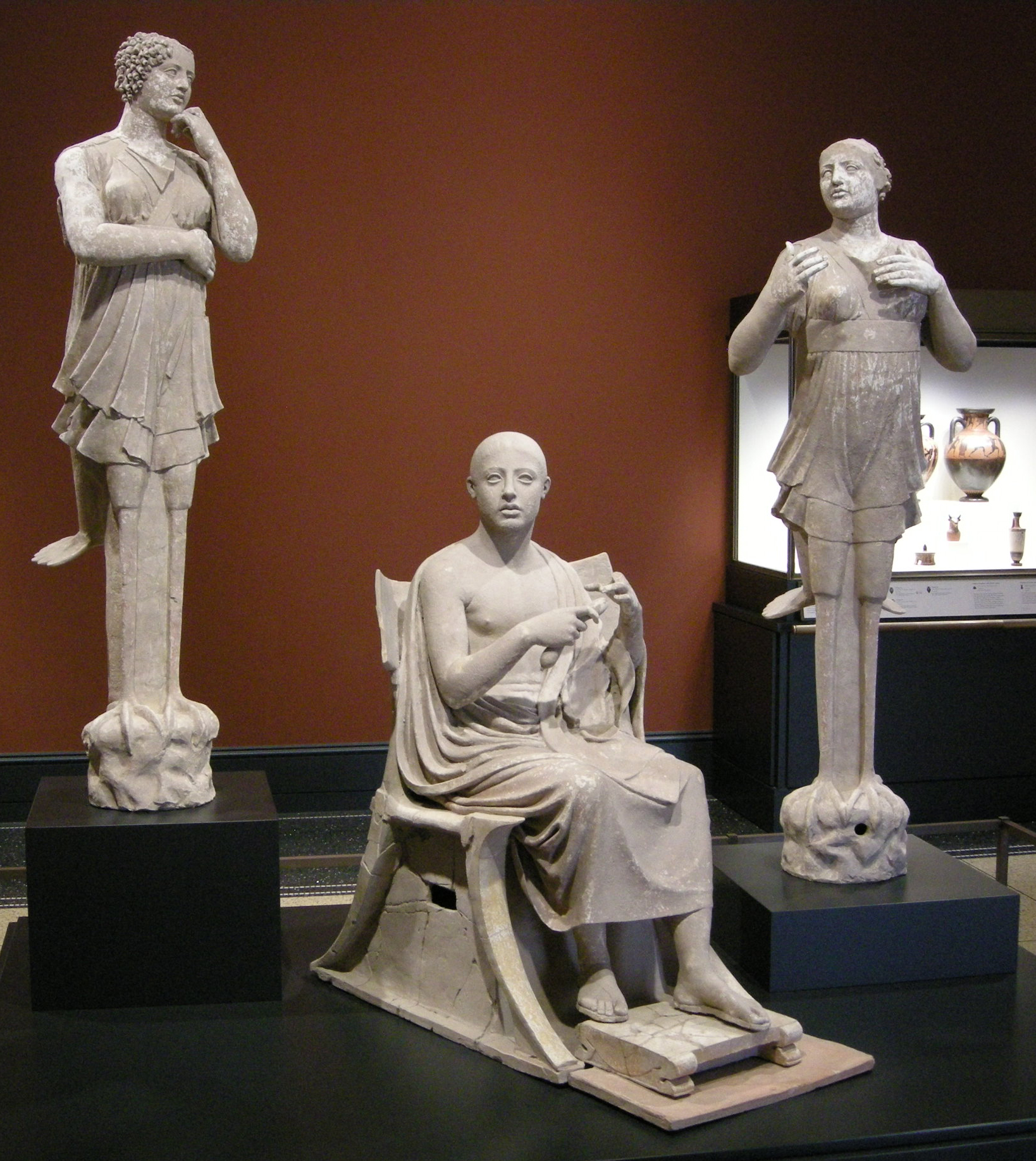
Grup escultòric amb un home assegut en un clisme al Museu J. Paul Getty

En els poemes èpics, «clisme» significa 'butaca', però no es fa cap descripció específica pel que en fa a la forma. En el cant XXIV de la Ilíada, després de la petició de Príam, Aquil·les es posa dret, aixeca l'ancià, se'n va a preparar el cos d'Hèctor per al funeral i torna a seure al seu «clisme».
Una pintura sobre ceràmica d'un sàtir que duu un clisme sobre les espatles n'il·lustra clarament la forma. Les potes corbes i còniques del clisme divergeixen cap avant i enrere, oferint estabilitat. Les potes posteriors continuen cap amunt per recolzar un gran respatler còncau que suporta les espatles de la persona seguda i és prou baix per recolzar-hi el colze.
Els clismes varen caure en desús durant el període hel·lenístic. No obstant això, el teatre de Dionís, als peus de l'Acròpoli d'Atenes (segle i dC), té clismes esculpits. En època romana sembla que continuaven en desús: les representacions romanes d'individus asseguts en un clisme són de còpies d'obres gregues. La caiguda en desús dels clismes podria ser degut a un defecte de disseny, car les potes de la cadira, que es dobleguen cap a fora, podien tendència a separar-se i trencar-se pel pes dels qui s'hi asseien.

## Neoclassicisme
Durant la segona fase arqueològica del neoclassicisme europeu es recuperà el clisme com a moble per representar en les obres de temàtica clàssica. El pintor Jacques-Louis David en va comprar molts al fabricant de mobles Georges Jacob el 1788 per utilitzar-los com a accessoris en les seues pintures històriques, atès que el nou sentit de l'historicisme exigia aparença d'autenticitat. Els nous mobles apareixen en Els lictors duen a Brutus els cossos de sos fills (1789). Segurament els primers clismes francesos són els dissenyats per l'arquitecte Jean-Jacques Lequeu al 1786 per a un mobiliari d'estil «etrusc» de l'hotel Montholon, al boulevard de Montmartre, fabricats per Jacob; el mobiliari ha desaparegut, però els dibuixos en aquarel·la es conserven en el Cabinet dels Medailles. Jervis fa notar que Joseph Wright of Derby va incloure una cadira semblant en la seua Penelope Unraveling Her Web (pl) de 1783-1784 (Museu J. Paul Getty).

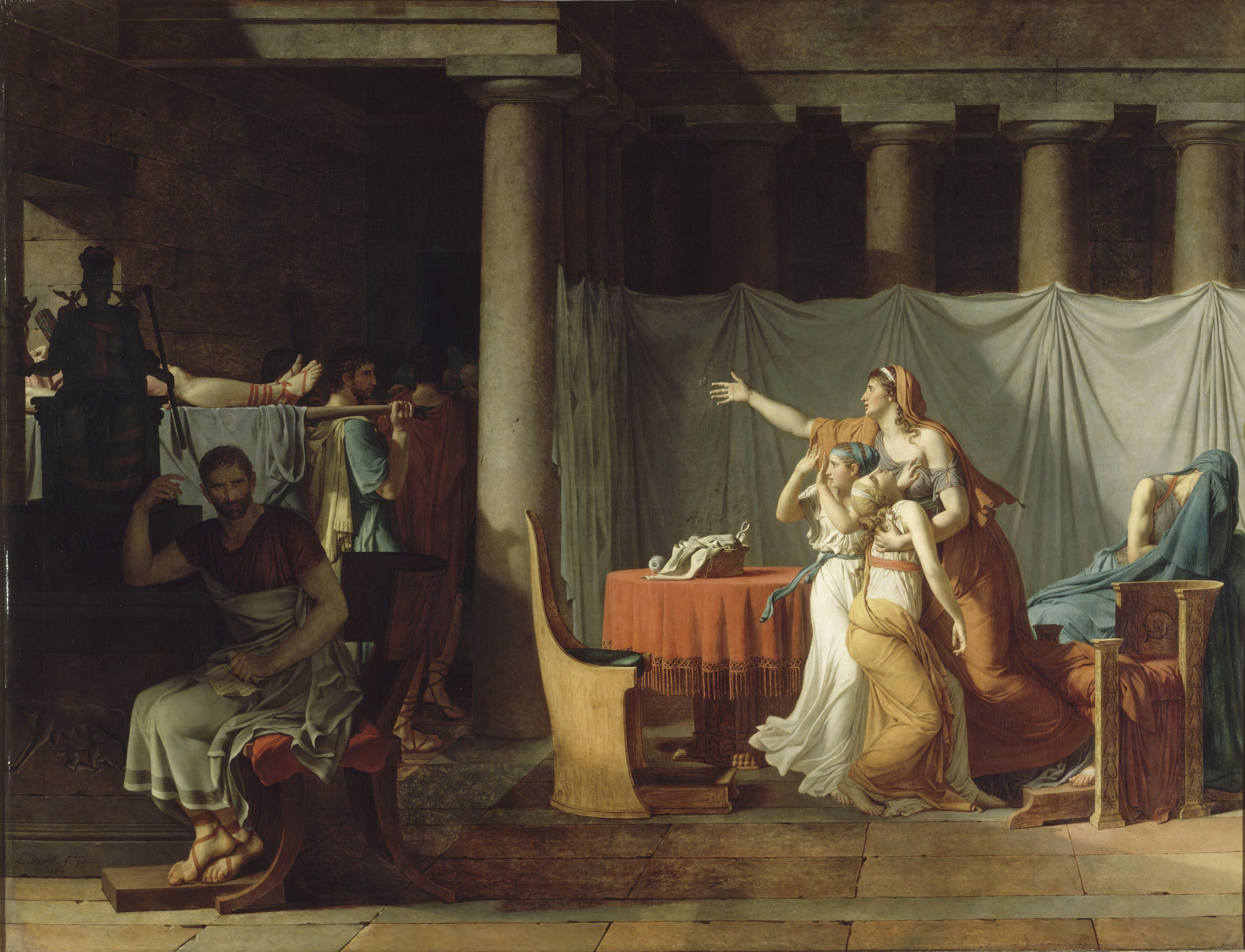
Els lictors duen a Brutus els cossos de sos fills, 1789, oli sobre llenç (Museu del Louvre, París)

A Londres, Thomas Hope va dissenyar els primers clismes per a sa casa a Duchess Street, la qual George Beaumont descrivia al 1804 com «més un museu que una altra cosa»; i el mateix Hope il·lustrà clismes amb diverses variacions en Household Furniture and Interior Decoration (1807), registre de la seua casa museu semipública. També apareix un clisme en el seu quadern de dibuixos (c. 1812), actualment al Royal Institute of British Architects. Els clismes en la forma més pura moblaren la pinacoteca de Hope i la sala de ceràmica grega; les potes de les cadires, però, difereixen respecte al tema clàssic il·lustrat en la ceràmica grega. Hope també deixa constància (Designs of Modern Costume, c. 1812) d'altres clismes per a la reproducció en pintures historicistes, com ara l'obra d'Henry Moses dels jugadors de cartes asseguts en clismes. En un autoretrat d'Adam Buck i la seua família, inicialment es va pensar, de manera errònia, que representava Thomas Hope per la presència de clismes i una col·lecció de ceràmica grega.

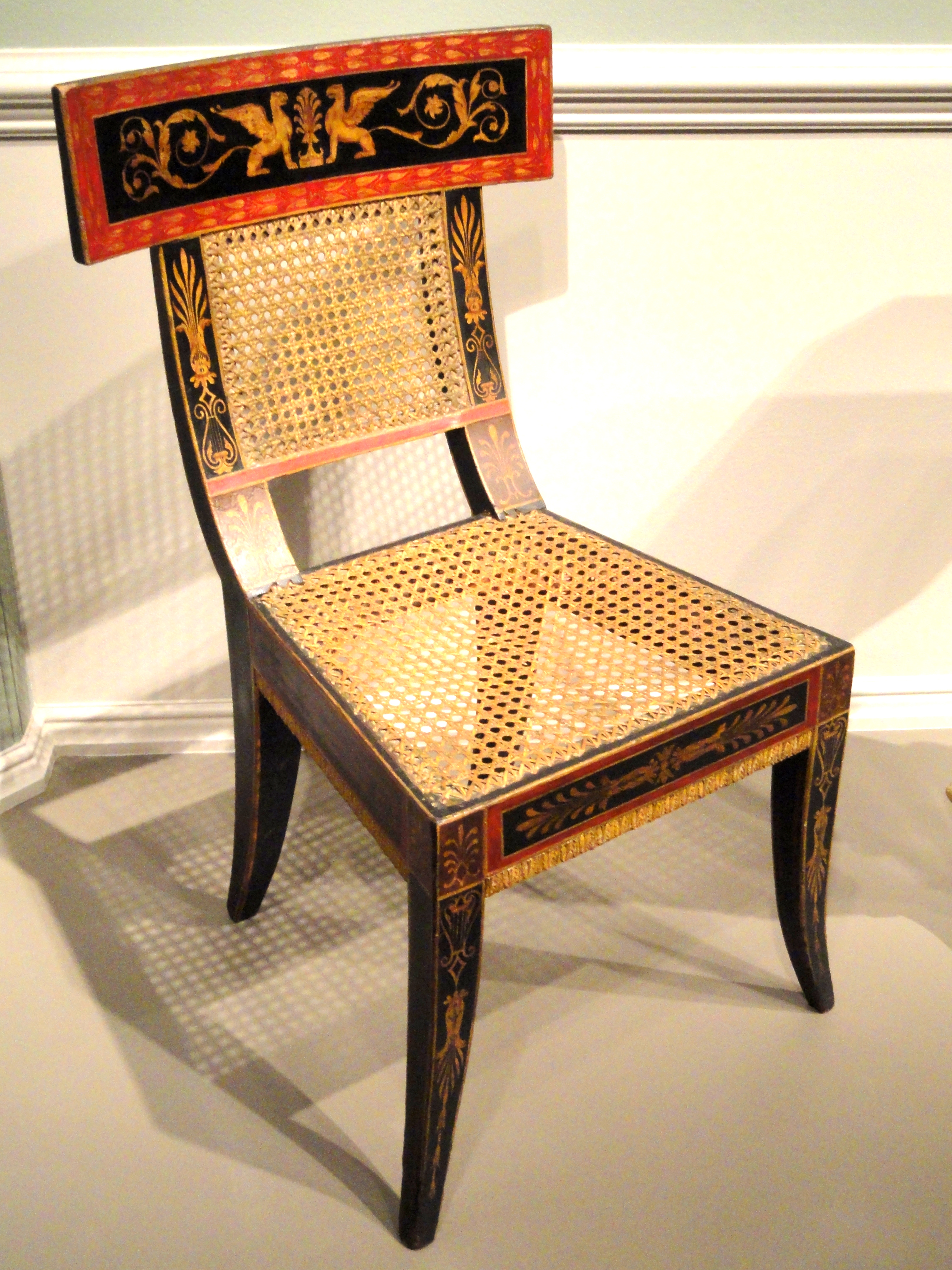
Clisme (1808) de Benjamin Henry Latrobe, Galeria Nacional d'Art de Filadèlfia, Pensilvània

Joseph Bonomi el Vell, d'altra banda, també dissenyà clismes per al Packington Hall, a Warwickshire.
Aquest academicisme tan sever es veié compromés per les característiques amb què el fabricant de cadires estava més familiaritzat: un clisme de la primeria del segle xix de J. E. Höglander, a Estocolm, té amb un respatler embuatat recolzat en cinc columnes primes i amb les cares de les potes lleument entapissades.

## Segle XX
En la nova etapa de l'art déco, el clisme va renovar les seues línies simples: els dissenyats pel danés Edvard Thomspon apareixen il·lustrats a Architekten (1922). El 1960, T. H. Robsjohn-Gibbings conegué els ebenistes grecs Susan i Eleftherios Saridis, i plegats crearen una línia de cadires, recreant amb certa precisió mobles de l'antiga Grècia, incloent-hi cadires del tipus clisme.

## Construcció

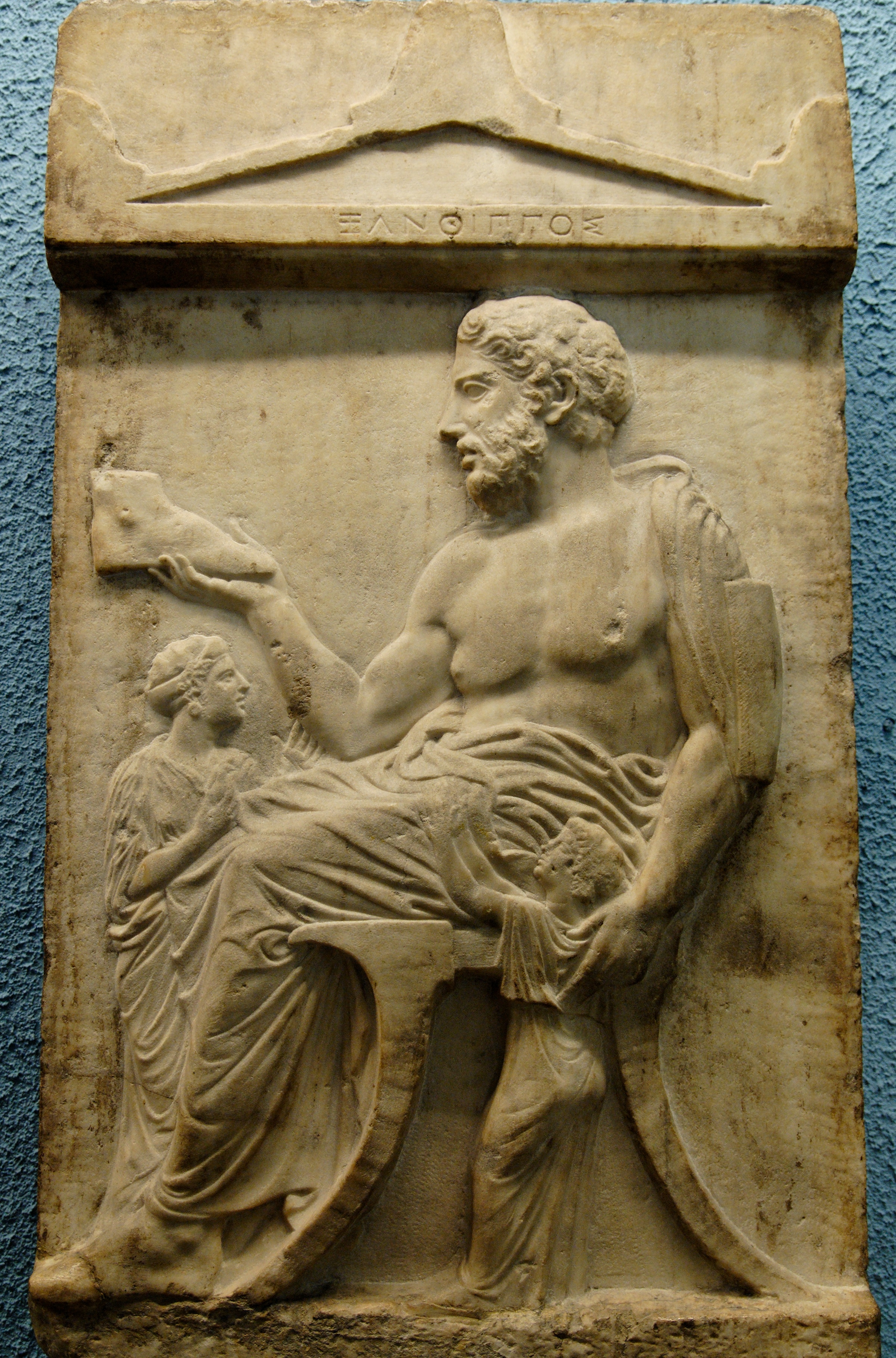
Clisme amb respatler corb i cònic, i potes corbes. Estela funerària de Xantip, Atenes, ca..

La corba llarga i elegant del respatler era difícil de realitzar: s'havia de fer amb una sola peça de fusta, construïda usant un assemblatge de caixa i espiga, doblegant la fusta amb vapor o fent-la doblegar-se durant el creixement de l'arbre. El seient estava construït amb quatre dogues de fusta tornejades, nugades a les potes; una xarxa de cordons o tires de cuir en sostenia un coixí o una pell.
El clisme fou un invent específicament grec, sense cap inspiració anterior detectable.